# Golden Gala Pietro Mennea 2016
Il Golden Gala Pietro Mennea 2016 è stato la 36ª edizione dell'annuale meeting di atletica leggera, dedicato a Pietro Mennea, ed ha avuto luogo allo Stadio Olimpico di Roma il 2 giugno 2016. Il meeting è stato anche la quinta tappa del circuito Diamond League 2016.

## Programma[1]
| # | Orario | Specialità         |
| - | ------ | ------------------ |
| 1 | 17:45  | Lancio del disco   |
| 2 | 20:10  | Salto in alto      |
| 3 | 20:15  | 200 metri          |
| 4 | 20:35  | 400 metri          |
| 5 | 20:40  | Salto in lungo     |
| 6 | 21:05  | 110 metri ostacoli |
| 7 | 21:15  | 1500 metri         |
| 8 | 21:35  | 100 metri          |
| 9 | 21:45  | 3000 metri siepi   |

| # | Orario | Specialità             |
| - | ------ | ---------------------- |
| 1 | 18:25  | Getto del peso         |
| 2 | 18:50  | Salto triplo           |
| 3 | 19:15  | Salto con l'asta       |
| 4 | 19:55  | Lancio del giavellotto |
| 5 | 20:04  | 400 metri ostacoli     |
| 6 | 20:25  | 800 metri              |
| 7 | 20:42  | 5000 metri             |
| 8 | 21:25  | 100 metri              |

     Specialità valide per la Diamond League

## Risultati
Di seguito i primi tre classificati di ogni specialità.

### Uomini
| Specialità         |                   | Prestazione | 2º classificato         | Prestazione | 3º classificato     | Prestazione |
| 100 metri          | Justin Gatlin     | 9"93        | Ameer Webb              | 9"94        | Jimmy Vicaut        | 9"99        |
| 200 metri          | Ameer Webb        | 20"04       | Aaron Brown             | 20"24       | Alonso Edward       | 20"25       |
| 400 metri          | Wayde van Niekerk | 44"19       | Bralon Taplin           | 44"43       | Isaac Makwala       | 44"85       |
| 1500 metri         | Elijah Manangoi   | 3'33"96     | Robert Biwott           | 3'34"21     | Ryan Gregson        | 3'34"27     |
| 3000 metri siepi   | Conseslus Kipruto | 8'01"41     | Jairus Birech           | 8'11"39     | Paul Kipsiele Koech | 8'14"46     |
| 110 metri ostacoli | Orlando Ortega    | 13"22       | Pascal Martinot-Lagarde | 13"29       | Andrew Pozzi        | 13"37       |
| Salto in alto      | Bohdan Bondarenko | 2.33 m      | Robert Grabarz          | 2.30 m      | Gianmarco Tamberi   | 2.30 m      |
| Salto in lungo     | Greg Rutherford   | 8.31 m      | Marquise Goodwin        | 8.19 m      | Fabrice Lapierre    | 8.18 m      |
| Lancio del disco   | Robert Urbanek    | 65.00 m     | Victor Hogan            | 64.03 m     | Robert Harting      | 63.96 m     |

     Atleti al primo posto della classifica di specialità.

### Donne
| Specialità             |                      | Prestazione  | 2º classificato        | Prestazione | 3º classificato  | Prestazione |
| 100 metri              | Elaine Thompson      | 10"87        | English Gardner        | 10"92       | Barbara Pierre   | 11"13       |
| 800 metri              | Caster Semenya       | 1'56"64      | Francine Niyonsaba     | 1'58"20     | Lynsey Sharp     | 1'59"03     |
| 5000 metri             | Almaz Ayana          | 14'12"59 DLR | Mercy Cherono          | 14'33"95    | Viola Kibiwot    | 14'34"39    |
| 400 metri ostacoli     | Janieve Russell      | 53"96        | Wenda Nel              | 54"61       | Eilidh Doyle     | 54"81       |
| Salto con l'asta       | Aikaterinī Stefanidī | 4.75 m       | Nikoléta Kiriakopoúlou | 4.75 m      | Yarisley Silva   | 4.60 m      |
| Salto triplo           | Caterine Ibargüen    | 14.78 m      | Ol'ga Rypakova         | 14.51 m     | Shanieka Thomas  | 14.46 m     |
| Getto del peso         | Valerie Adams        | 19.69 m      | Anita Márton           | 18.98 m     | Alëna Dubickaja  | 18.38 m     |
| Lancio del giavellotto | Sunette Viljoen      | 61.95 m      | Madara Palameika       | 61.92 m     | Christin Hussong | 61.21 m     |

     Prestazione che stabilisce il nuovo record del meeting.
     Atleti al primo posto della classifica di specialità.